# Jean-Marie Lemaire
Pour les articles homonymes, voir Lemaire.
Jean-Marie Lemaire est un acteur français né le 5 mai 1949.

## Filmographie partielle
- 1979 : Fascination de Jean Rollin
- 1979 : La guerre du pétrole de Luigi Batzella
- 1980 : Le Bar du téléphone de Claude Barrois
- 1981 : Minitrip de Pierre Joassin
- 1982 : Légitime Violence de Serge Leroy
- 1982 : Médecins de nuit d'Emmanuel Fonlladosa, épisode : La Dernière Nuit (série télévisée)
- 1984 : Polar de Jacques Bral
- 1987 : Poussière d'ange d'Edouard Niermans
- 1989 : L'Invité surprise de Georges Lautner
- 1991 : Les Fleurs du mal, de Jean-Pierre Rawson
- 1992 : Le Grand Pardon 2 d'Alexandre Arcady
- 1998 : Bingo ! de Maurice Illouz